# Nunatak

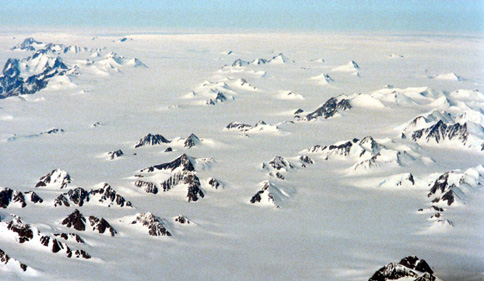
Nunatak op de Groenlandse oostkust

Een Nunatak of nunataq is een blootgestelde top van een berg, rand of piek, die zelf niet met sneeuw of ijs is bedekt, maar die uitsteekt boven een gletsjer of ijsveld. Nunataks staan geïsoleerd door het omringende ijs en de gletsjer, die een unieke habitat creëren. Door verwering, door de lage temperatuur en de harde wind, zijn ze over het algemeen hoekig en scherp geworden. 
De term wordt doorgaans gebruikt op gebieden waar van een permanente ijsbedekking sprake is, zoals in Groenland. Het woord is ook van inheemse Groenlandse oorsprong.